# DEPTOR
DEPTOR‏ (DEP domain containing MTOR interacting protein) هوَ بروتين يُشَفر بواسطة جين DEPTOR في الإنسان.